# Episodi di JAG - Avvocati in divisa (ottava stagione)
L'ottava stagione della serie televisiva JAG - Avvocati in divisa, composta da 24 episodi, è stata trasmessa in prima visione negli Stati Uniti d'America dalla CBS tra il 24 settembre 2002 e il 20 maggio 2003.
In Italia è stata trasmessa in prima visione da Rai 2.
| nº | Titolo originale              | Titolo italiano          | Prima TV USA      | Prima TV Italia |
| -- | ----------------------------- | ------------------------ | ----------------- | --------------- |
| 1  | Critical Condition (3/3)      | Condizioni critiche      | 24 settembre 2002 |                 |
| 2  | The Promised Land             | Questione di fede        | 2 ottobre 2002    |                 |
| 3  | Family Business               | Affari di famiglia       | 8 ottobre 2002    |                 |
| 4  | Dangerous Game                | Gioco pericoloso         | 15 ottobre 2002   |                 |
| 5  | In Thin Air                   | Senza aria               | 22 ottobre 2002   |                 |
| 6  | Offensive Action              | Il beneficio del dubbio  | 29 ottobre 2002   |                 |
| 7  | Need to Know                  | Ultima missione          | 5 novembre 2002   |                 |
| 8  | Ready or Not                  | Giochi di guerra         | 12 novembre 2002  |                 |
| 9  | When the Bough Breaks         | Quando il ramo si spezza | 19 novembre 2002  |                 |
| 10 | The Killer                    | Il killer                | 26 novembre 2002  |                 |
| 11 | All Ye Faithful               | Volo di Natale           | 17 dicembre 2002  |                 |
| 12 | Complications                 | Complicazioni            | 7 gennaio 2003    |                 |
| 13 | Standards of Conduct          | Codice di condotta       | 21 gennaio 2003   |                 |
| 14 | Each of Us Angels             | Noi siamo angeli         | 4 febbraio 2003   |                 |
| 15 | Friendly Fire                 | Fuoco amico              | 11 febbraio 2003  |                 |
| 16 | Heart and Soul                | Cuore e anima            | 18 febbraio 2003  |                 |
| 17 | Empty Quiver                  | Missione a Norfolk       | 25 febbraio 2003  |                 |
| 18 | Fortunate Son                 | Figlio fortunato         | 18 marzo 2003     |                 |
| 19 | Second Acts                   | Cambio d'identità        | 1º aprile 2003    |                 |
| 20 | Ice Queen (1/2)               | La regina di ghiaccio    | 22 aprile 2003    |                 |
| 21 | Meltdown (2/2)                | Catastrofe annunciata    | 29 aprile 2003    |                 |
| 22 | Lawyers, Guns and Money (1/4) | Avvocati, armi e denaro  | 6 maggio 2003     |                 |
| 23 | Pas de Deux (2/4)             | Diamanti                 | 13 maggio 2003    |                 |
| 24 | A Tangled Webb: Part 1 (3/4)  | Missione in Paraguay     | 20 maggio 2003    |                 |
| 25 | A Tangled Webb: Part 1 (3/4)  | Missione in Paraguay     | 20 maggio 2003    |                 |

## Condizioni critiche
- Titolo originale: Critical Condition
- Diretto da: Jeannot Szwarc
- Scritto da: Charles Holland e Donald P. Bellisario

### Trama
Al termine dell'operazione contro il terrorista Kabir, Bud e il Sottufficiale Coates vengono invitati alla cerimonia di inaugurazione dei lavori di ricostruzione di una scuola. Bud vede un bambino giocare pericolosamente all'interno di un campo minato, e, cercando di salvarlo, mette il piede su di una mina, restando ferito molto gravemente. Ben presto la notizia del suo ferimento si diffonde presso amici e colleghi; in particolare, Mac e Harm si rifiutano di eseguire l'ordine di rientro per vegliare sull'amico. Nonostante la missione Kabir sia stata un successo, a Washington viene istituita una commissione di inchiesta, presieduta dal Senatore Sheffield, che giudica l'operato degli ufficiali del JAG, e dello stesso Segretario della Marina, in modo tutt'altro che benevolo.

## Questione di fede
- Titolo originale: The Promised Land
- Diretto da: Scott Brazil
- Scritto da: Dana Coen

### Trama
Un Marine, convertito alla religione ebraica, diserta per passare all'Esercito Israeliano. Dopo qualche tempo, viene riconosciuto, arrestato ed estradato negli Stati Uniti per essere giudicato dalla Corte marziale. Bud rientra dall'Afghanistan e riceve il Purple Heart. Il tenente Singer viene destinata alla portaerei Seahawk, in sostituzione di Bud.

## Affari di famiglia
- Titolo originale: Family Business
- Diretto da: Bradford May
- Scritto da: Steven Smith

### Trama
Un Marine viene arrestato con l'accusa di avere ucciso la moglie. Egli invoca la legittima difesa, e chiede che non venga coinvolto il figlio nell'inchiesta. Harm, che lo difende, dovrà faticare per stabilire come sono andate veramente le cose. Sergei, il fratellastro di Harm, decide di tornare in Russia.

## Gioco pericoloso
- Titolo originale: Dangerous Game
- Diretto da: Terrence O'Hara
- Scritto da: John Chambers

### Trama
Due SEAL vengono inseguiti da un'auto della Polizia locale; essendo impegnati in un'esercitazione, non si fermano, e l'auto della Polizia ha un incidente in cui muore un Vice Sceriffo. La difesa sostiene che l'ufficio dello Sceriffo era stato avvisato, ma questo nega di aver ricevuto qualsiasi comunicazione. Bud finalmente giunge a casa dall'ospedale. Il nuovo Segretario della Marina, Sheffield, promuove nello staff del JAG una sua conoscente, il capitano Tracy Manetti.

## Senza aria
- Titolo originale: In Thin Air
- Diretto da: Harvey S. Laidman
- Scritto da: Don McGill

### Trama
Il copilota di un F-14 sviene durante un volo per mancanza di aria. Il pilota riesce ad atterrare, ma ormai il copilota è stato troppo tempo privo di aria, cade in coma e dopo pochi giorni muore. Le indagini puntano sul Sottufficiale Moritz, che pare abbia fatto finire della grafite all'interno del circuito dell'aria. Harm viene incaricato della difesa, ma si dimostra troppo blando e viene ricusato e sostituito dal Capitano Turner. A questo punto Harm, pur estromesso, si impegna per cercare di capire veramente cosa sia successo durante il volo.

## Il beneficio del dubbio
- Titolo originale: Offensive Action
- Diretto da: Dennis Smith
- Scritto da: Lynnie Greene e Richard Levine

### Trama
Il capitano Beth O'Neil, a capo di una squadriglia di P-3, viene accusata di molestie sessuali da parte del tenente Kersey, suo sottoposto. Harm e il capitano Manetti la difendono, Mac e il capitano Turner rappresentano l'accusa. Alcuni suoi atteggiamenti disinvolti, durante l'esercizio delle proprie funzioni, e nel tempo libero, diventano aggravanti. Harm e Manetti vengono a conoscenza della realtà personale del capitano O'Neil, ma non la possono rivelare, e dovranno cercare di scagionarla in altro modo.

## Ultima missione
- Titolo originale: Need to Know
- Diretto da: Bradford May
- Scritto da: Philip DeGuere Jr.

### Trama
La deputata Lilian Dorning chiede come favore personale al nuovo Segretario della Marina Sheffield di riaprire il caso del sottomarino Angel Shark, scomparso nel 1968 durante una missione segreta ordinata dalla CIA. L'Angel Shark era comandato dal Capitano Dorning, padre della deputata, che chiede finalmente di conoscere la sorte dei 129 uomini di equipaggio. L'inchiesta aperta dal JAG si scontra immediatamente con un muro di segreti ancora attivi dopo 34 anni, ma alla fine qualcosa finalmente trapela, anche grazie a Clayton Webb.

## Giochi di guerra
- Titolo originale: Ready or Not
- Diretto da: Philip Sgriccia
- Scritto da: Don McGill

### Trama
Durante un'esercitazione interforze, il comandante della squadra rossa, il Generale dei Marines Lucas West, trasgredisce a tutte le regole previste e porta gravi danni virtuali alle altre forze in campo. Nonostante si tratti di un'esercitazione, il Generale West finisce sotto Corte marziale. Egli è noto per essere una persona tutta d'un pezzo, che ha come interesse primario quello di vincere e di preservare i propri uomini. Harm lo difende durante il dibattito, il Capitano Turner rappresenta l'accusa, e Mac ha, per la prima volta, l'incarico di giudice, fatto che in un primo tempo causa qualche attrito con Harm. Bud viene richiamato in servizio, seppur per adesso con incarichi ridotti.

## Quando il ramo si spezza
- Titolo originale: When the Bough Breaks
- Diretto da: Richard Compton
- Scritto da: Darcy Meyers

### Trama
Durante un appontaggio, a bordo della portaerei Seahawk, un cavo d'arresto si spezza, e il conseguente colpo di frusta colpisce e uccide un addetto. Il tenente Singer, che ha assistito alla scena, lancia tutta una serie di accuse ai vari tecnici di bordo predisposti alle operazioni di atterraggio, fatto che crea notevole malumore. Viene quindi inviato Harm a compiere ulteriori indagini, in modo da appurare se davvero c'è stata negligenza da parte di qualcuno, o se semplicemente l'incidente non sia frutto di una serie di concause sfortunate. Il tenente Singer viene rimpiazzato da Mac, anche perché è incinta, e non volendo dichiarare chi sia il padre del bambino, rischia di essere lei stessa sottoposta a indagine per condotta impropria.

## Il killer
- Titolo originale: The Killer
- Diretto da: Michael Schultz
- Scritto da: Charles Holland

### Trama
A Napoli viene trovato il cadavere di una prostituta, uccisa secondo alcune modalità che fanno pensare all'esistenza di un serial killer. Il delitto è infatti il quarto effettuato in questo modo; gli altri casi si sono verificati in altri porti, dove era attraccata la nave della Marina americana USS Gillcrist. Viene inviato Harm assieme al Capitano Manetti, che ha seguito un corso per stabilire il profilo psicologico dei serial killer. Le indagini restringono il campo a due uomini dell'equipaggio, ma entrambi paiono essere innocenti. Alla fine, Harm riesce a capire quale possa essere il legame tra il killer e la nave.

## Volo di Natale
- Titolo originale: All Ye Faithful
- Diretto da: Kenneth Johnson
- Scritto da: Dana Coen

### Trama
È la vigilia di Natale e come di consueto al JAG si intrecciano diverse storie. Harriet e Bud non ottengono l'accredito dello stipendio, e si rivolgono all'Ufficiale pagatore Scoggins, sperando di sistemare la faccenda e di poter acquistare la cena di Natale per loro e per gli ospiti. Harm e l'Ammiraglio Boone devono rientrare da una portaerei, ma mancano l'ultimo trasporto, e quindi rientrano con un Tomcat; durante il volo devono assistere un aereo da trasporto in difficoltà. Il caporale Tenny, sfrattato da casa con la moglie incinta, attende una soluzione negli uffici del JAG, e alla signora vengono le doglie. Tre avvocati del Kuwait sono in visita al JAG per studiare la legislazione americana, e dopo qualche peripezia arrivano negli uffici del JAG proprio poco dopo che la signora Tenny ha dato alla luce il figlio; tre studiosi, giunti dall'Oriente, proprio la vigilia di Natale che, commossi dall'evento, regalano alla donna dell'incenso, un gioiello d'oro da far avere al bimbo quando sarà grande e, poiché uno di loro è molto ricco, un appartamento.

## Complicazioni
- Titolo originale: Complications
- Diretto da: Bradford May
- Scritto da: Paul J. Levine

### Trama
Durante un'operazione chirurgica di routine, la figlia sedicenne del generale dei Marines Kubin ha un arresto cardiaco e muore. Il generale usa tutta la propria influenza per stabilire la causa della morte, non rassegnandosi a quanto appare in una prima indagine, cioè che non vi sia stata alcuna negligenza. Interviene il JAG, e Harm e Mac vengono incaricati di svolgere ulteriori indagini, che portano il chirurgo a essere giudicato. Tuttavia, l'eccessiva ingerenza del Generale fa invalidare il processo, e anzi, a sua volta il Generale viene indagato per aver intimidito uno dei dottori militari. Bud supera l'esame della commissione e torna a essere un avvocato del JAG a pieno titolo. Il Tenente Singer decide di tenere il bambino, anziché procedere all'aborto, ma intende darlo in adozione non appena nato, generando apprensione in Harm, che crede che il bambino sia figlio del fratellastro Sergei.

## Codice di condotta
- Titolo originale: Standards of Conduct
- Diretto da: Rod Hardy
- Scritto da: Philip DeGuere Jr.

### Trama
Il Tenente Duncan, esperto di sistemi informatici di realtà virtuale, segnala che un complesso sistema, usato dalla Marina per scopi bellici, è difettoso. Mac indaga, ma intanto il Tenente Duncan rivela tutto alla stampa, fatto che provoca un procedimento nei suoi riguardi che lo porta a essere radiato dalla Marina. Subito dopo Duncan scompare, e si scopre che il difetto è stato provocato apposta da lui, e non solo, egli ha anche rubato il codice del programma per rivenderlo a una software house che si occupa di videogiochi. Mac, furibonda per essere stata ingannata, cerca un pretesto per incastrare Duncan. Harm tampona con l'auto una vecchia signora, la quale si rivolge a un avvocato civile che chiede una cifra spropositata per sistemare la faccenda; Harm chiede aiuto a Bud per cercare di risolvere la questione.

## Noi siamo angeli
- Titolo originale: Each of Us Angels
- Diretto da: Bradford May
- Scritto da: Darcy Meyers

### Trama
Un vecchio Marine ricorda sulla tomba di un'infermiera come sia morta eroicamente, raccontando a una ragazza i giorni da lui trascorsi insieme a lei su di una nave ospedale, durante la battaglia di Iwo Jima.

## Fuoco amico
- Titolo originale: Friendly Fire
- Diretto da: Kenneth Johnson
- Scritto da: Paul J. Levine

### Trama
Il Capitano Ridley, in missione di ricognizione in Afghanistan con un F-14, assiste a quello che sembra un fuoco di contraerea e lancia una bomba, non attendendo il via libera dal comando; in questo modo, provoca la morte di tre Marines dell'esercito britannico. Il caso assume proporzioni mediatiche notevoli; alla difesa viene assegnato il Capitano Turner, all'accusa Mac coadiuvata da Bud, e Harm per la prima volta occupa la carica di giudice. In un primo tempo Mac è esasperata dal suo comportamento, giudicato negativo nei suoi confronti, tanto da chiedere la sua sostituzione all'Ammiraglio Chegwidden, ma Harm saprà sistemare le cose.

## Cuore e anima
- Titolo originale: Heart and Soul
- Diretto da: Bradford May
- Scritto da: Dana Coen

### Trama
L'Ammiraglio Chegwidden vuole fare un volo su di un F-14 con Harm, per rendersi conto di alcuni problemi lamentati alla strumentazione elettronica, e per sbaglio si eietta nel Parco Nazionale di Washinghton innevato e durante condizioni climatiche avverse. Partono i soccorsi e, non potendovi partecipare, Harm va a cercarlo da solo. L'Ammiraglio si accampa per errore su uno specchio d'acqua ricoperto da uno strato di ghiaccio che si rompe facendolo bagnare e facendogli perdere quasi tutta l'attrezzatura.

## Missione a Norfolk
- Titolo originale: Empty Quiver
- Diretto da: Kenneth Johnson
- Scritto da: Philip DeGuere Jr.

### Trama
Durante un controllo dei siluri imbarcati sul sottomarino USS Crawford, viene rilevata la mancanza di uno di essi, dotato di testata nucleare. Il sottomarino rientra alla base a Norfolk, che viene messa in stato di massima allerta. Il Capitano Turner viene incaricato delle indagini, e si reca a bordo del Crawford per rivedere attentamente tutta la procedura di carico dei siluri effettuata, per cercare di spiegare la mancanza di uno di essi. Harm difende il tenente O'Dell, ufficiale pagatore a bordo della portaerei Connolly, accusato di appropriazione indebita. Harm, nonostante il parere contrario di Mac, temporaneamente a capo del JAG per via della convalescenza dell'Ammiraglio Chegwidden, si reca a Norfolk, dove è attraccata la portaerei, per indagare di persona, ma viene bloccato dall'allerta causato dalla perdita del siluro. Nonostante questo gli impedisca di presenziare all'udienza preliminare di O'Dell, Harm non si dà per vinto e comincia a indagare, per cercare di scagionare il suo cliente.

## Figlio fortunato
- Titolo originale: Fortunate Son
- Diretto da: Terrence O'Hara
- Scritto da: Darcy Meyers

### Trama
La sezione immigrazione della Polizia fa irruzione in un capannone, dove trova un laboratorio irregolare in cui decine di ragazze vietnamite, entrate clandestinamente negli Stati Uniti, sono ridotte in stato di semi-schiavitù e costrette a cucire per diverse ore senza interruzione. Qui gli agenti trovano e arrestano il Tenente Bao Hien dei Marines, anch'egli di origine vietnamita. Gli indizi fanno pensare che lui sia complice di chi fa arrivare clandestinamente queste ragazze, ma Harm indaga e, anche grazie alla moglie del Tenente, una ex ragazza schiava, riesce a fare piena luce sulla verità. Al JAG viene inviato dal segretario della Marina il Capitano Lindsey, per compiere un'inchiesta sull'uso delle risorse da parte dell'ufficio. Lindsey è una vecchia conoscenza del JAG e ha un astio particolare verso l'Ammiraglio Chegwidden, in quanto ritenuto da Lindsey responsabile della sua mancata promozione.

## Cambio d'identità
- Titolo originale: Second Acts
- Diretto da: Kenneth Johnson
- Scritto da: Philip DeGuere Jr. e Don McGill

### Trama
Il sottufficiale di Marina Steven Wilson salva la vita dei compagni e di una troupe televisiva della ZNN durante un attacco suicida di terroristi islamici in Uzbekistan. L'atto eroico viene ripreso dalla troupe e trasmesso in televisione; questo fa sì che Wilson venga riconosciuto da Jennifer Bruder come Matthew Devine, ex socio di affari del marito Tom, morto durante l'attentato dell'11 settembre 2001 alle torri gemelle del World Trade Center a New York; lo stesso Devine era stato dato per morto. La Bruder affronta Devine, chiedendo come è andata e perché lui si è salvato, mentre suo marito no. Devine rifiuta di rispondere, ma deve anche sottoporsi a un'udienza presso il tribunale, in quanto arruolatosi fraudolentemente sotto falso nome. Il segretario della Marina convoca l'Ammiraglio Chegwidden chiedendogli, in pratica, di dimettersi in seguito al rapporto negativo presentato dal capitano Lindsey. Fortunatamente, il Segretario può contare su altre fonti, meno prevenute, e prendere la decisione più giusta.

## La regina di ghiaccio
- Titolo originale: Ice Queen
- Diretto da: Donald P. Bellisario
- Scritto da: Donald P. Bellisario e Don McGill

### Trama
Il cadavere del tenente Loren Singer, assente da tre mesi dopo aver lasciato il JAG per licenza di maternità, viene rinvenuto su un albero vicino alla riva del Potomac. Si occupa delle indagini il Major Case Response Team dell'NCIS, squadra comandata dall'agente speciale Leroy Jethro Gibbs e formata dagli agenti Anthony "Tony" DiNozzo e Vivian Blackadder. Si scopre che la Singer era stata uccisa alcuni mesi prima, battendo la testa sulla ringhiera di un ponte a seguito di una colluttazione e venendo gettata nel fiume, ma il corpo si era conservato a lungo essendo rimasto intrappolato nel ghiaccio invernale del Potomac. Gibbs è inoltre sotto pressione in quanto il direttore dell'NCIS vuole che si liberi quanto prima del caso per occuparsi dell'interrogatorio di Amad Bin Atwad, un terrorista catturato in Europa mentre pianificava un attacco alla Marina. La squadra di Gibbs scopre che il fratellastro del Capitano Harmon Rabb, il sergente Sergei Zhukov dell'esercito russo, era in relazione con la vittima, per cui sospetta che lei attendesse un figlio da Zhukov e che sia stato Rabb a ucciderla. Quest'ultimo è poco collaborativo e quando la squadra scopre che Rabb e la Singer si erano incontrati in un pub e avevano litigato poco prima dell'omicidio, il Capitano viene arrestato.
- Nota. Questo episodio è la prima parte del backdoor pilot di NCIS - Unità anticrimine.

## Catastrofe annunciata
- Titolo originale: Meltdown
- Diretto da: Scott Brazil
- Scritto da: Donald P. Bellisario e Don McGill

### Trama
Il processo contro il capitano Rabb ha inizio, e questi viene difeso dal tenente Faith Coleman. Nonostante la comparsa di una nuova prova, quando viene trovato in riva al fiume il cappello di Rabb, Gibbs è sempre meno convinto che questi sia colpevole, e lo ammette anche durante il processo. Le analisi di laboratorio rivelano che il cappello era un tentativo di depistaggio, in quanto lanciato nel fiume molto tempo dopo che la Singer venne uccisa; la squadra scopre che Rabb è innocente, individuando il vero colpevole. Risolto il caso, Gibbs si reca a bordo della Chattanooga per interrogare Bin Atwad. Invitandolo a pranzo e parlando di questioni apparentemente banali, Gibbs riesce a carpire alcune informazioni sui suoi ultimi movimenti in Francia, che permettono di individuare la cellula terroristica. La squadra di Gibbs si reca in incognito nei pressi della nave usata dai terroristi come base, individuando il terrorista ricercato Hussan Mohammed. Una esitazione di Blackadder mette in allarme i terroristi e dà il via a uno scontro a fuoco, nel quale gli attentatori vengono uccisi dagli agenti dell'NCIS.
- Nota. Questo episodio è la seconda parte del backdoor pilot di NCIS - Unità anticrimine.

## Avvocati, armi e denaro
- Titolo originale: Lawyers, Guns and Money
- Diretto da: Bradford May
- Scritto da: Stephen Zito e Dana Coen

### Trama
Una pattuglia di Marines, durante una missione in Iraq, si impadronisce di alcuni documenti che dimostrano che il terrorista Sadik Fahd è entrato in possesso di più di 100 missili Stinger. I missili sono stati acquistati un po' alla volta dal trafficante di droga Raul Garcia, per conto di Fahd, e ora si trovano in Paraguay. L'agente CIA Clayton Webb viene incaricato di eliminare Fahd facendosi passare per trafficante di armi, in grado di vendergli le schede elettroniche di controllo dei missili, sempre tramite Garcia. Mac viene affiancata a Webb, in quanto egli ha fatto credere di avere una moglie incinta, esperta in diamanti, merce con cui Garcia intende pagare Webb. Il Tenente Turner viene citato dal Tenente Duncan per difesa inadeguata. Duncan è un esperto di software che rubò codice della Marina per sviluppare videogiochi. Turner sceglie Bud come difensore, ma questi si rivela impacciato e inefficiente.

## Diamanti
- Titolo originale: Pas de Deux
- Diretto da: Bradford May
- Scritto da: Stephen Zito e Dana Coen

### Trama
Mac e Webb si recano all'appuntamento per consegnare le schede elettroniche per gli Stinger, ma questo si rivela una trappola, e i due si salvano solamente con la promessa di fornire a Garcia un aeromobile da ricognizione teleguidato Predator B. In seguito, Webb ordina di eliminare Garcia, non più necessario per arrivare a Sadik Fahd, e questo avviene tramite un missile lanciato da un aereo. Nel frattempo, il Sergente Galindez, anch'egli presente in Paraguay e infiltrato nella banda di Garcia, viene inviato a consegnare le schede elettroniche a Fahd, ma durante una conversazione telefonica con Webb viene smascherato e imprigionato per essere interrogato e torturato. Mac e Webb corrono in suo aiuto, ma nello scontro a fuoco Galindez viene ferito e l'auto su cui sono presenti Mac e Webb viene fatta saltare in aria da una bomba a mano. Harm non è tranquillo riguardo alla sorte di Mac, e contatta l'avvocato Catherine Gale della CIA, da lui conosciuta durante il processo riguardante il sottomarino Angel Shark , per avere notizie. I due si incontrano in un ristorante, ma la conversazione viene interrotta da una chiamata dall'ospedale: la madre della Gale è in fin di vita. Harm l'accompagna, e la madre della Gale pensa che lui sia il fidanzato della figlia; non solo, come ultima richiesta prima di morire chiede che i due si sposino davanti a lei. Harm chiede aiuto a Bud, che si finge cappellano e inscena il finto matrimonio, ma subito dopo, quasi miracolosamente, le condizioni di salute dell'anziana paziente migliorano visibilmente.

## Missione in Paraguay
- Titolo originale: A Tangled Webb: Part 1
- Diretto da: Bradford May
- Scritto da: Stephen Zito

### Trama
Mac e Webb si salvano, ma vengono fatti prigionieri dagli uomini di Sadik Fahd e Webb viene pesantemente torturato. Harm chiede all'Ammiraglio Chegwidden di potersi recare in Paraguay, ma al suo rifiuto dà le dimissioni dal JAG e parte. In Paraguay, dopo aver ricevuto risposte vaghe da parte di un collega di Webb, Harm viene contattato da Galindez, che nonostante le ferite è riuscito a fuggire e a curarsi. Partono entrambi per l'azienda di Fahd, dove Mac rischia di essere torturata. Harm e Galindez riescono a liberare Mac e Webb; quest'ultimo, gravemente ferito, parte con Galindez per cercare di raggiungere un ospedale. Harm e Mac raggiungono una fattoria di mennoniti, dove riescono a trovare un piccolo biplano; Harm si impadronisce di un paio di candelotti di dinamite, e dall'alto, dopo aver individuato Fahd, riesce a distruggere il camion che contiene gli Stinger. Tuttavia l'aereo viene colpito, e Harm è costretto a un disastroso atterraggio di emergenza.